# Noren (schaatsen)

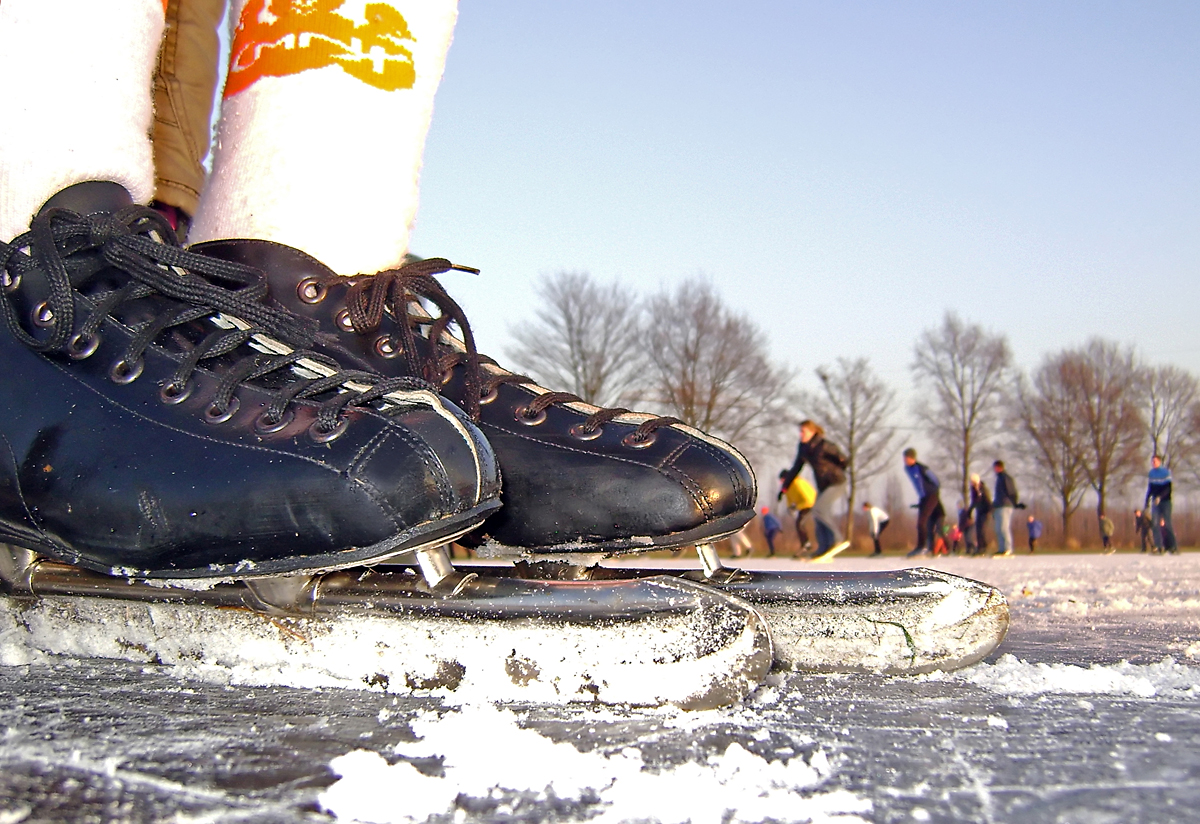
Een paar noren op natuurijs

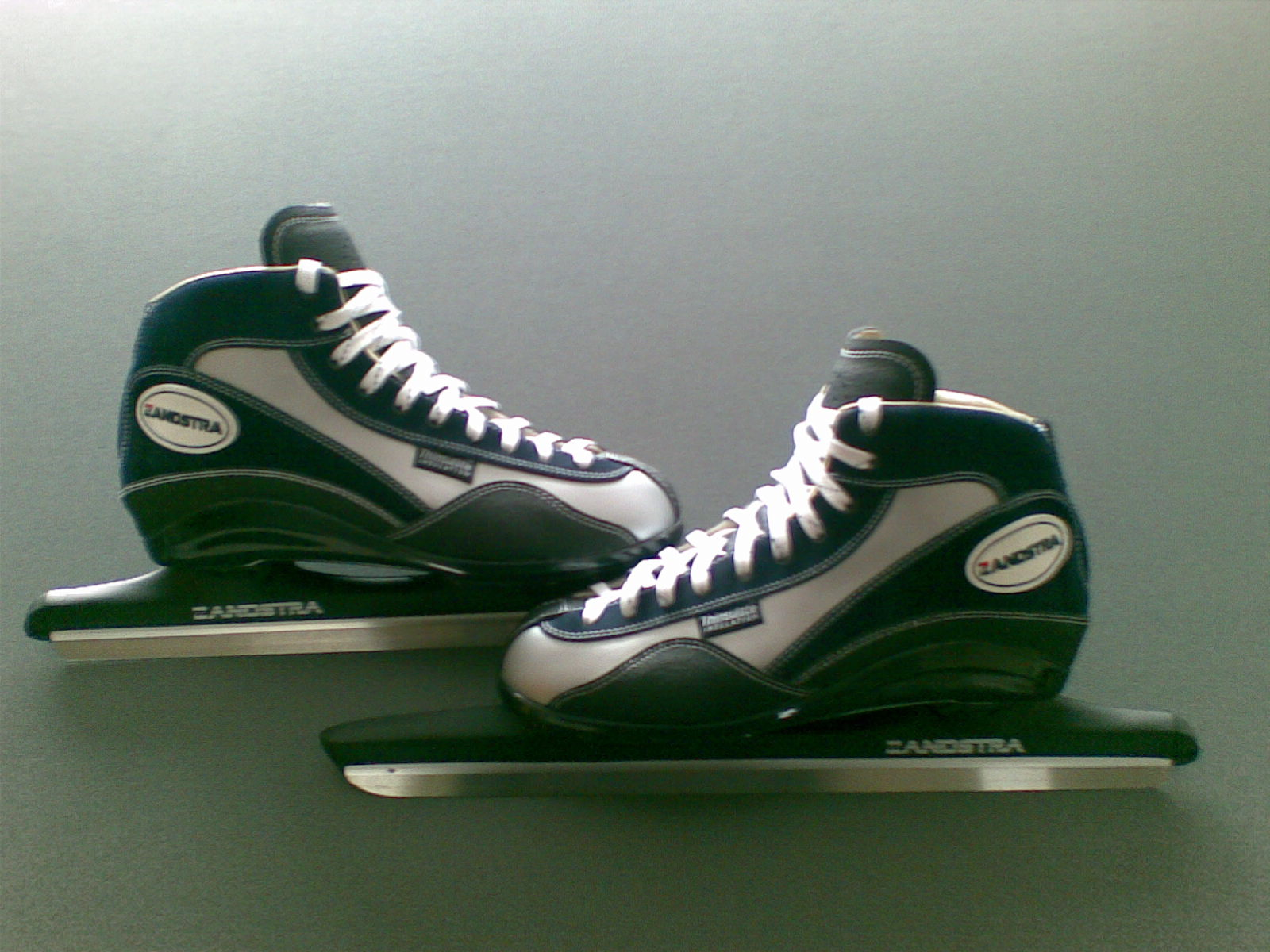
Zandstra-comfortnoren

Noren zijn schaatsen met extra lang ijzer. Deze schaatsen worden onder meer gebruikt bij het hardrijden op een 400-meterbaan. Voor andere disciplines (shorttrack, kunstschaatsen, ijshockey) zijn noren door hun lange en rechte ijzers minder of niet geschikt.
De schoenen die standaard vast verbonden zijn aan het metaal van de schaats, zijn gebruikelijk van zwart leer met vetersluiting, maar er bestaan ook modellen van andere materialen. Grofweg zijn er drie soorten noren: hoge-, lage- en combi-noren. Hoge noren zijn speciaal voor wedstrijden en echte hardrijders. Lage noren zijn geschikt voor de langere toertochten. De combi-noren zijn ideaal om op te leren schaatsen. Klapschaatsen zijn geen conventionele schaatsen, zoals de noren, waarbij de schoen vast blijft staan op de schaats.